# Allegro
Allegro nel lessico musicale è un'indicazione agogica, cioè un'indicazione riguardante la velocità esecutiva.

## Storia
L'uso del termine come indicazione agogica risale all'inizio del XVIII secolo, mentre precedentemente il termine aveva un significato relativo alla scioltezza delle singole note o al massimo della singola frase, ed in tale accezione è utilizzato, per esempio, da Johann Sebastian Bach nella Messa in Si minore (N° 19 - Confiteor - batt. 147) dove l'indicazione Vivace e Allegro viene posta in un contesto contrappuntistico che impedisce di pensare ad un cambio di tempo repentino (come precedentemente avviene per l'Adagio a batt. 121).
Il termine, grazie del predominio della cultura musicale italiana e soprattutto dell'Opera, è utilizzato invariato in tutte le lingue del mondo (analogamente a quello che avviene, in altro ambito, per la parola inglese sport) mantenendo ovunque lo stesso significato.
Solo a partire dal tardo ottocento, seguendo le spinte nazionalistiche, alcuni compositori hanno cominciato a scrivere, talvolta, il termine nelle proprie lingue madri, pertanto Claude Debussy e Maurice Ravel utilizzano il termine francese Vite, Gustav Mahler utilizza il termine tedesco Rasch, e Benjamin Britten utilizza il termine inglese Quickly.

## Indicazione agogica
Il termine, quando è usato come indicazione agogica, si riferisce ad un andamento veloce, con un tempo metronomico compreso approssimativamente tra i 120 e i 168 battiti per minuto.
Tale indicazione può essere ulteriormente precisata da successive specificazioni, per esempio Allegro brillante, Allegro vivace, Allegro assai, Allegro con brio, Allegro ma non troppo, Allegro moderato, ecc.
Tali precisazioni possono essere utilizzate anche modificando la desinenza; in tal caso abbiamo:
- Allegretto - indica una velocità più moderata
- Allegrissimo - indica un movimento alquanto rapido

## Indicazione formale
Come avviene per quasi tutte le indicazioni agogiche, il termine viene usato per indicare non solo l'andamento di un pezzo, ma anche (secondo la figura della sineddoche) l'intero brano (o sezione di brano) che riporta tale indicazione. In tale accezione possiamo parlare dell'Allegro della Sinfonia, della Sonata, della Ouverture.
Nello stile classico, il primo tempo della forma-sonata, forma che è alla base della Sonata, della Sinfonia, del Quartetto è quasi sempre un Allegro.